# HR/HM
HR/HMは、音楽ジャンルとしての「ハードロック・ヘヴィメタル」を指す略式表現である。
この2ジャンルは、サウンドの上でも音楽史上の位置づけにおいても密接に関わっており、その境界をはっきり定めることは難しい。そのため、2ジャンルを総合して1つのジャンルと見なすことが多い。
日本のヘヴィメタル雑誌「BURRN!」誌はHM/HRとの表記を好んで使用している。
また、Hard/Heavyという折衷型もまれに見られる。